# اویجان
اویجان روستایی در دهستان فخررود بخش قهستان شهرستان درمیان استان خراسان جنوبی ایران است. بر پایه سرشماری عمومی نفوس و مسکن در سال ۱۳۹۰ جمعیت این روستا ۱۶۲ نفر (در ۴۲ خانوار) بوده است.